# Hampton, Illinois
Hampton är en ort i Rock Island County i delstaten Illinois, USA.